# 16930 Респіґі
16930 Респіґі (16930 Respighi) — астероїд головного поясу, відкритий 29 березня 1998 року.
Тіссеранів параметр щодо Юпітера — 3,163.
Названо на честь італійського математика та астронома Лоренцо Респіґі (1824—1889)